# Manuela Billinghurst
Manuela Candelaria Billinghurst López (Lima, 1919 - Lima, 5 de mayo de 1967) fue una política peruana.

## Biografía
Hija de Guillermo Billinghurst Rodríguez-Prieto y de la cantante española Resurrección López Rincón. Fue nieta del expresidente del Perú Guillermo Billinghurst Angulo.
Realizó sus estudios escolares en la Escuela Cardenal Cisneros de Madrid.
Estudió Letras en la Pontificia Universidad Católica del Perú, en la que se graduó como Bachiller.
Vivió en los Estados Unidos desde 1964 hasta 1967.
Falleció en Lima en mayo de 1967.

## Diputada
En las elecciones generales de 1956 postuló a la Cámara de Diputados por el Frente Democrático Departamental. Fue elegida como Diputada por Lima con 118,774 votos.
Integró las Comisiones de Descentralización, y de Mujeres y Menores.